# Ford F-Series (treizième génération)
 (avril 2022).
Cette page est une annexe de l'article « Ford F-Series ».

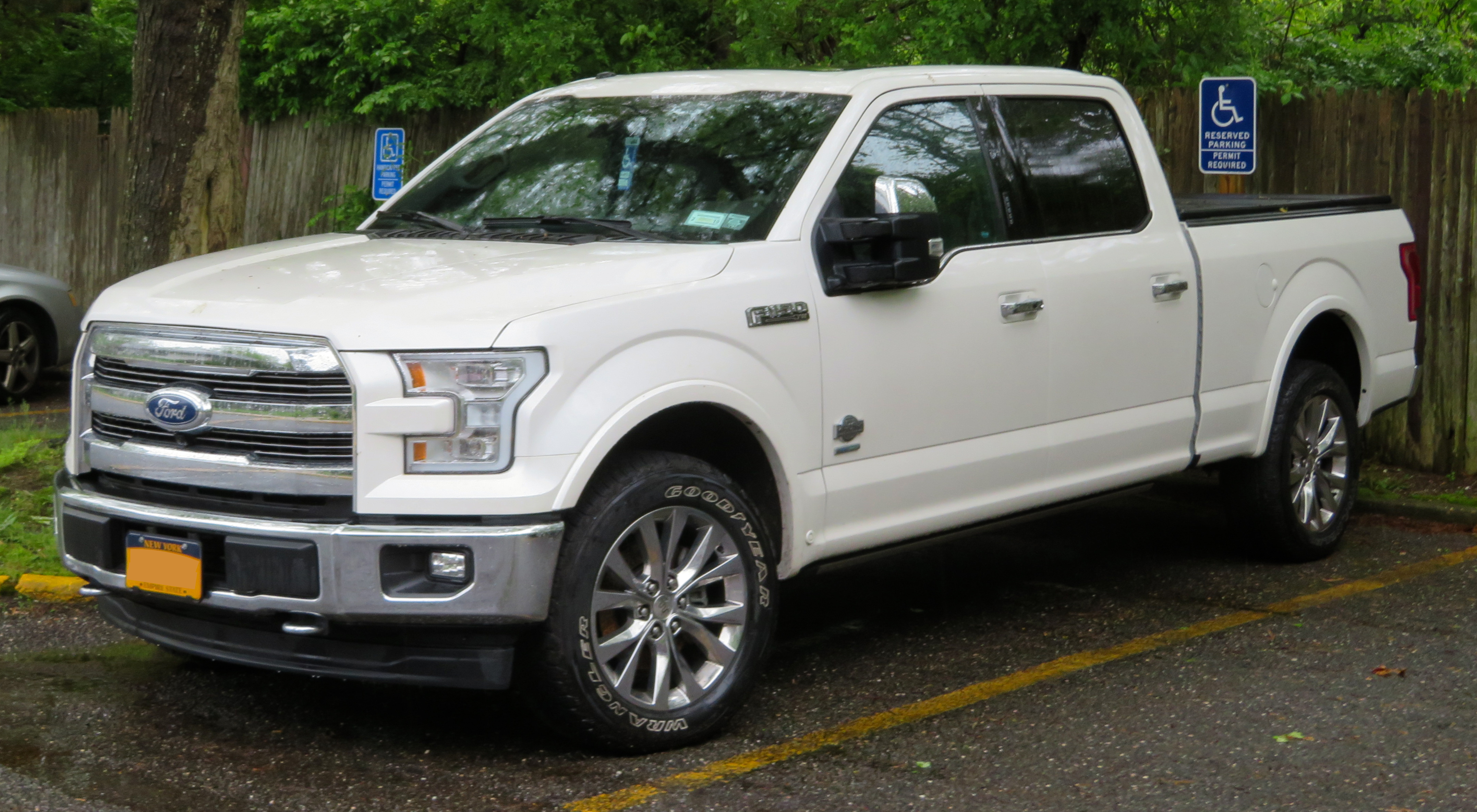
Ford F-150 de 2017.

La treizième génération du Ford F-Series est une gamme de pick-ups produits par Ford. Présentée pour l'année modèle 2015, cette génération du Ford F-Series est le premier véhicule à forte intensité en aluminium produit à grande échelle par un constructeur automobile américain. Pour l'année modèle 2017, le Super Duty de quatrième génération a adopté la conception de la cabine du F-150, consolidant pour la première fois depuis l'année modèle 1996 cette conception de cabine sur les pick-ups légers de Ford (F-550 et inférieurs); les pick-ups Super Duty conservent toujours une carrosserie séparée et un cadre avec un poids nominal brut du véhicule plus élevé.
Après une interruption de deux ans, une deuxième génération du Ford Raptor a fait son retour en tant que variante haute performance du F-150 en 2017, abandonnant le préfixe SVT). Au Mexique, la finition F-Series XL est commercialisée sous le nom de F-150, le XLT et les finitions supérieures sont nommées Lobo (Loup en espagnol). Le Lincoln Mark LT du marché mexicain a été complètement abandonné, remplacé par les versions Limited et Platinum vendues ailleurs.
Le F-Series de treizième génération est produit par Ford à Claycomo (Missouri) (Kansas City Assembly) aux côtés de la camionnette Ford Transit et à Dearborn (Michigan) (Dearborn Truck Plant).

## Aperçu de la conception
Le F-Series de treizième génération a été dévoilé au Salon international de l'auto de l'Amérique du Nord 2014, le 13 janvier 2014. Un certain nombre de technologies de sécurité et de fonctions d'assistance à la conduite ont été introduites en option, notamment : une caméra à 360°, régulateur de vitesse adaptatif, avertisseur de collision avec assistance au freinage, système d'information sur les angles morts (SIAM) avec alerte de trafic transversal et un système de maintien dans la voie.
Bien qu'il ne s'agisse pas du premier véhicule à carrosserie en aluminium développé par Ford (la société a développé 40 prototypes de Mercury Sable à carrosserie en aluminium en 1993, réduisant le poids à vide de 400 livres), le F-Series a été le premier véhicule Ford à carrosserie en aluminium à passer en production. Tout en modifiant la composition métallique du véhicule le plus vendu aux États-Unis, 85% des pièces du véhicule étaient d'origine nationale (en 2016),.
Lorsque le F-150 était équipé du moteur V6 EcoBoost de 2,7 L optionnel et de la transmission à deux roues motrices, il était en mesure de se conformer sans aucune modification aux futures normes CAFE proposées jusqu'en 2024.

### Châssis
Alors que presque tous les panneaux de carrosserie du F-150 ont été convertis de la construction en acier à la construction en aluminium (le seul élément important en tôle d'acier est le pare-feu,), le cadre est resté en construction en acier, l'utilisation d'acier à haute résistance dans le cadre est passée de 23% à 77%. Pour mettre en valeur la durabilité de la conception à forte intensité en aluminium, Ford a introduit des prototypes du modèle déguisés en F150 de 12e génération dans le Baja 1000.

### Groupe motopropulseur
Le F-Series a subi une révision dans ses offres de groupes motopropulseurs, en grande partie pour élargir sa gamme de moteurs à la fois puissants et économes en carburant. En tant que V6 d'entrée de gamme, le V6 Ti-VCT de 3,5 L a remplacé le précédent V6 de 3,7 L; bien que plus faible en sortie, la refonte offrait un meilleur rapport poids/puissance. L'EcoBoost de 3,5 L a fait son retour, rejoint par le V8 flex-fuel de 5,0 L; alors que le Raptor était en pause, le V8 de 6,2 L est devenu exclusif aux pick-ups Super Duty. Entre les deux moteurs V6 de 3,5 L, un V6 EcoBoost de 2,7 L a été introduit; sans rapport avec le plus gros moteur EcoBoost, il est partagé avec la Ford Fusion et la Lincoln Continental.
Pour l'année modèle 2017, le moteur EcoBoost de 3,5 L a subi une refonte, augmentant sa puissance à 375 ch (450 ch pour le Raptor); en plus de l'ajout d'une injection de carburant supplémentaire, le moteur a introduit une capacité stop/start automatique. Pour l'année modèle 2018, la gamme de modèles a reçu trois tout nouveaux moteurs, car le V6 de 3,3 L a remplacé le V6 de 3,5 L atmosphérique et le V6 EcoBoost de 2,7 L a été repensé (adoptant de nombreux changements par rapport au moteur EcoBoost de 3,5 L). Pour la première fois, un moteur diesel a été proposé dans le F-150, car un V6 PowerStroke de 3,0 L et 250 ch a été introduit au cours de l'année modèle, en fonction de la finition (ventes commerciales et des flottes uniquement, pour les versions XL et XLT). En 2019, la version de 450 ch du moteur de 3,5 L a été introduite dans la version phare Limited.
Comme pour la génération précédente, le F-Series est uniquement proposé avec des transmissions automatiques. Lors du lancement initial, une boîte automatique 6R80 de Ford à 6 vitesses était associée aux quatre moteurs. Dans le cadre du lancement du Raptor de 2017, une boîte automatique 10R80 de Ford à 10 vitesses (la première transmission à 10 vitesses dans un véhicule non commercial) a été jumelée à son V6 EcoBoost de 3,5 L. Pour l'année modèle 2018, la boîte automatique à 10 vitesses a été jumelée aux deux moteurs EcoBoost, au moteur diesel Powerstroke et au V8 de 5,0 L (avec seulement le V6 de 3,3 L jumelé à la boîte automatique à 6 vitesses).
| Nom du moteur               | Configuration                                                        | Années modèles             | Sortie                        | Sortie                 | 8ème chiffre du VIN | Transmission                                |
| Nom du moteur               | Configuration                                                        | Années modèles             | Puissance                     | Couple                 | 8ème chiffre du VIN | Transmission                                |
| --------------------------- | -------------------------------------------------------------------- | -------------------------- | ----------------------------- | ---------------------- | ------------------- | ------------------------------------------- |
| V6 Cyclone de 3,3 L         | V6 de 204 pouces cubes (3,3 L)                                       | 2018–2020                  | 290ch (216 kW) à 6 500 tr/min | 359 N⋅m à 4 000 tr/min | 8                   | Automatique 6R80 de Ford à 6 vitesses       |
| V6 Cyclone de 3,5 L         | V6 de 213 pouces cubes (3,5 L)                                       | 2015-2017                  | 282ch (210 kW) à 6 500 tr/min | 343 N⋅m à 4 000 tr/min | 8                   | Automatique 6R80 de Ford à 6 vitesses       |
| V6 EcoBoost (Nano) de 2,7 L | V6 bi-turbo de 164 pouces cubes (2,7 L)                              | 2015-2017                  | 325ch (242 kW) à 5 750 tr/min | 508 N⋅m à 3 000 tr/min | P                   | Automatique 6R80 de Ford à 6 vitesses       |
| V6 EcoBoost (Nano) de 2,7 L | V6 bi-turbo de 166 pouces cubes (2,7 L)                              | 2018–2020                  | 325ch (242 kW) à 5 000 tr/min | 542 N⋅m à 2 750 tr/min | P                   | Automatique SelectShift 10R80 à 10 vitesses |
| V6 EcoBoost (D35) de 3,5 L  | V6 bi-turbo de 213 pouces cubes (3,5 L)                              | 2015-2016                  | 365ch (272 kW) à 5 000 tr/min | 569 N⋅m à 2 500 tr/min | G                   | Automatique 6R80 de Ford à 6 vitesses       |
| V6 EcoBoost (D35) de 3,5 L  | V6 bi-turbo de 213 pouces cubes (3,5 L)                              | 2017–2020                  | 375ch (280 kW) à 5 000 tr/min | 637 N⋅m à 3 500 tr/min | G                   | Automatique 10R80 à 10 vitesses             |
| V6 EcoBoost (D35) de 3,5 L  | V6 bi-turbo de 213 pouces cubes (3,5 L)                              | 2017–2020 (Haut rendement) | 450ch (336 kW) à 5 000 tr/min | 691 N⋅m à 3 500 tr/min | G                   | Automatique 10R80 à 10 vitesses             |
| V8 Coyote de 5,0 L          | V8 de 302,1 pouces cubes (5,0 L)                                     | 2015-2017                  | 385ch (287 kW) à 5 750 tr/min | 525 N⋅m à 3 850 tr/min | F                   | Automatique 6R80 de Ford à 6 vitesses       |
| V8 Coyote de 5,0 L          | V8 de 307 pouces cubes (5,0 L)                                       | 2018–2020                  | 395ch (295 kW) à 5 750 tr/min | 542 N⋅m à 4 500 tr/min | F                   | Automatique 10R80 à 10 vitesses             |
| V6 PowerStroke de 3,0 L     | Moteur diesel V6 simple turbocompresseur de 183 pouces cubes (3,0 L) | 2018–2020                  | 250ch (186 kW) à 3 250 tr/min | 597 N⋅m à 1 750 tr/min | 1                   | Automatique à 10 vitesses                   |

### Carrosserie
Dans la lignée de son prédécesseur, le F-150 de treizième génération est vendu avec trois configurations de cabine (cabine standard deux portes, SuperCab 2+2 portes, SuperCrew quatre portes) avec propulsion arrière ou quatre roues motrices (4×4). Trois longueurs de benne sont disponibles (selon la configuration de la cabine) : 5,5 pi (1,7 m) (SuperCrew, tous les Raptor), 6,5 pi (2,0 m) (tous sauf le Raptor), 8 pi (2,4 m) (cabine standard, SuperCab).
Le F-150 de 2015 a marqué plusieurs changements de conception par rapport aux précédents F-Series. Alors que la conception de la cabine a connu des changements de style largement évolutifs, la calandre rectangulaire a adopté une forme trapézoïdale, flanquée de blocs optiques en forme de C. En utilisant des phares à LED pour la première fois, les concepteurs ont utilisé des optiques en thermoplastiques de polycarbonate pour focaliser les faisceaux, avec une LED pour chaque faisceau et un conduit de lumière en thermoplastique orange (pour le clignotant). Couplés aux phares, les feux arrière ont adopté la technologie LED, abritant également le moniteur d'angle mort; ces systèmes n'étaient généralement pas inclus sur les pick-ups car le système ne pouvait pas être emballé à l'intérieur des pare-chocs en acier que l'on trouve généralement sur les pick-ups. Le hayon a été redessiné; en plus de conserver sa fonctionnalité de marchepied rabattable, le hayon a été redessiné, adoptant plusieurs styles différents (en fonction de la finition).

#### Mise à jour de 2018
En 2018, le F-150 a subi une révision de mi-cycle du modèle, adoptant plusieurs caractéristiques de conception de la gamme de modèles Super Duty. La calandre trapézoïdale a été remplacée par une calandre octogonale; le style à trois barres a été remplacé par une configuration à deux barres large (avec un plus grand logo Ovale Bleu de Ford). Le hayon a subi des changements mineurs, avec un emblème "F-150" en relief remplaçant le logo en métal estampé précédent; les feux arrière ont subi une révision mineure. Plusieurs finitions d'apparence ont été introduites pour les versions XL, XLT et Lariat.
Pour se conformer aux normes fédérales de sécurité des véhicules automobiles de 2018, tous les modèles de F-150 de 2018 ont reçu une caméra de recul standard.
Par rapport à l'extérieur, l'intérieur du F-150 de 2018 a connu moins de changements visibles, la plupart des révisions se concentrant sur ses systèmes d'infodivertissement. Sync a été mis à jour vers Sync 3; sur certains modèles, le système fournit un accès à distance, des informations de service et d'autres informations relatives au véhicule. Le fabricant de systèmes audio haut de gamme est passé de Sony à Bang & Olufsen, la radio satellite SiriusXM devenant la norme pour la version XLT.
En 2019, la version haut de gamme Limited a reçu le groupe motopropulseur du Raptor, avec un double échappement redessiné; le Limited a également obtenu une couleur intérieure Camel Back spécifique au modèle en 2019.

## Finition
Pour l'année modèle 2015, la gamme de modèles F-150 a subi plusieurs révisions, en grande partie pour consolider le nombre d'offres de finitions. Plus visiblement, le Raptor a été retiré (mis en pause jusqu'en 2017 pour terminer son développement), les éditions spéciales Tremor et Harley-Davidson ont été abandonnées. Les STX, FX2 et FX4 ont également été abandonnés en tant que niveaux de finition autonomes; dans une révision, les caractéristiques du STX sont réapparues en tant que finition optionnelle autonomes en 2016, les caractéristiques de suspension du FX4 devenant une finition optionnelle sur toutes les versions 4×4 (à l'exception du Limited et du Raptor).
Le F-Series de treizième génération suit la nomenclature traditionnelle des pick-ups Ford avec les finitions XL, XLT et Lariat; En plus de la gamme Super Duty, le F-150 propose également les finitions haut de gamme King Ranch, Platinum et Limited (le Raptor est exclusif au F-150).
- XL
- XLT
- Lariat
- King Ranch
- Platinum
- Limited (année modèle 2016-2020)
- Raptor (depuis 2017)

### F-150 Raptor
Après une interruption de deux ans, la finition F-150 Raptor a fait son retour pour l'année modèle 2017, avec la perte de son préfixe SVT précédent. Comme son prédécesseur, le Raptor de 2017 est un véhicule tout-terrain produit dans les configurations SuperCab et SuperCrew avec une benne de 5,5 pi exclusive au modèle. Le modèle continue avec l'absence du logo Ovale Bleu de Ford sur la calandre, avec "F-O-R-D" épelé au centre de la calandre.
Comme le Ford F-150 standard, le Raptor est un véhicule à forte intensité en aluminium; bien que construit sur un cadre en acier, presque tous ses panneaux de carrosserie sont construits en aluminium (réduction du poids à vide de près de 500 livres (227 kg) par rapport à un SVT Raptor de 2014 équivalent). Au lieu du V8 de 6,2 L de 411 ch (306 kW), le nouveau Raptor est équipé d'un V6 EcoBoost de 3,5 L à double turbo associé à une transmission automatique à 10 vitesses, une première pour la société. Le nouveau moteur améliore la puissance de 39 ch (29 kW) à 450 ch (336 kW) et augmente le couple de l'ancien moteur à 691 N⋅m de couple.
Pour améliorer ses capacités tout-terrain par rapport à un F-150 standard, le Raptor est équipé d'une boîte de transfert à couple à la demande, d'une suspension Fox Racing à débattement avant de 13 pouces (33 cm) et débattement arrière de 13,9 pouces (35 cm) et pneus et roues tout-terrain de 35".
En 2019, le Raptor reçoit un nouveau système Trail Control, des sièges baquets sport Recaro en option et des amortisseurs FOX 3.0 Internal Bypass avec technologie Live Valve.

## Sécurité
Le pick-up F-150 de 2019 a obtenu une cote de collision globale de cinq étoiles de l'IIHS.

## Rappels
Le 18 octobre 2017, Ford a rappelé 1,3 million de pick-ups Ford F-150 de 2015-2017 et Ford Super Duty de 2017 en raison de loquets de porte qui peuvent geler dans les climats froids, ce qui empêche la porte de s'ouvrir ou de se fermer correctement.
Le 6 septembre 2018, Ford a rappelé environ 2 millions de modèles Ford F-150 à cabine standard et SuperCrew de 2015-2018 dans le monde, car les prétensionneurs des ceintures de sécurité avant peuvent générer des étincelles excessives et éventuellement provoquer un incendie en cas de collision.